# Erro
Erro, em direito, é um vício no processo de formação da vontade, em forma de noção falsa ou imperfeita sobre alguma coisa ou alguma pessoa. É importante ressaltar que, no erro, o indivíduo engana-se sozinho. Ele não é vítima de artifício ou expediente astucioso por parte de outrem. Se o for, configura-se dolo. 
É um dos vícios do consentimento dos negócios jurídicos. A manifestação de vontade é defeituosa devido a uma má interpretação dos fatos. Errar significa também vaguear, caminhar sem destino, num sentido mais literário e poético como aparece, por exemplo, nesta citação de Ugo Foscolo : Surgem assim teus divinos / membros do leito onde jazias adoentada, / e em ti a beleza revive: / áurea beleza, que é o único conforto dos homens / destinados a errar entre paixões e vãs esperanças.
Subdivide-se em erro substancial ou essencial e erro acidental. O erro substancial invalida o ato jurídico. O erro acidental é aquele que pode ser resolvido facilmente, não invalidando o ato jurídico.

## Direito brasileiro
Para tornar anulável o negócio jurídico no direito brasileiro, o erro deve ser substancial, erro quanto à pessoa, identidade ou qualidade do objeto, natureza do negócio ou de direito; cognoscível, isto é, devido ao princípio da boa fé, o negócio jurídico é perfeito se for impossível para a outra parte saber do erro; e escusável (qualquer pessoa de inteligência normal cometeria aquele erro).
Para quem requerer judicialmente a anulação do negócio jurídico, o prazo decadencial é de 4 anos. Apenas as partes interessadas podem pedir a anulação e os efeitos da sentença não retroagem (ex nunc).

### Tipos de erro no Direito brasileiro
Existem, no direito brasileiro, cinco tipos de erro, a saberː error in negotio, error in corpore, error in substantia, error in persona e error in juris.

#### Error in negotio
Erro quanto à natureza jurídica do negócio celebrado. Por exemplo, se indivíduo A vende algo a B e este entende o ato como uma doação. Nesse caso, há erro por parte de B.

#### Error in corpore
Erro quanto à identidade do objeto principal do negócio. Exemplo: pessoa compra algo pensando se tratar de aparelho de rádio, quando na verdade se trata de um relógio de mesa.

#### Error in substantia
Erro quanto a uma ou algumas qualidades essenciais do objeto. Exemplo: indivíduo compra relógio como sendo de ouro maciço, quando na verdade se trata de relógio meramente folhado a ouro. Error in substantia difere de error in corpore, pois no primeiro não há erro quanto à identidade, mas quanto à qualidade do objeto.

#### Error in persona
Erro quanto à identidade ou qualidade de pessoa a qual se refere o negócio celebrado. Se indivíduo é contratado para tocar piano quando na verdade somente toca órgão, houve erro quanto à qualidade da pessoa.

#### Error in juris
Erro de direito decorrente da má interpretação ou da ignorância da lei. Não justifica transgressão ao direito ou abuso de um direito, se classificando como não cognoscente.

### Conservação do negócio jurídico
Se a contraparte se dispõe a realizar prestação conforme a vontade da parte que se enganou, o negócio se conserva e não pode ser anulado. Como disciplinado pelo Código Civil brasileiro em seu artigo 144: "O erro não prejudica a validade do negócio jurídico quando a pessoa, a quem a manifestação de vontade se dirige, se oferecer para executá-la na conformidade da vontade real do manifestante". 